# Mare Tranquillitatis

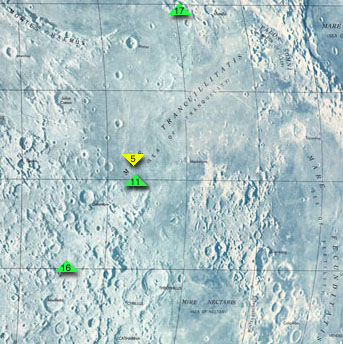
Mapa do Mar da Tranquilidade, que mostra os locais de pouso da Apollo 11 e da sonda Surveyor 5 indicados por seus números. Nas regiões montanhosas em volta, encontram-se, assinalados, os pousos das Apollo 16 e 17.

O Mare Tranquillitatis ou Mar da Tranquilidade é uma região lunar feita de lava basáltica solidificada, localizada na face visível da Lua, onde pousou o Módulo Lunar Eagle, da Apollo 11, em 20 de julho de 1969, na primeira missão espacial a pousar na Lua.
A área de alunagem da Apollo 11 está localizada nas coordenadas lunares do Mar da Tranquilidade em 0.8° N, 23.5° E e foi batizada por Neil Armstrong, o primeiro homem a pisar no satélite, de Base da Tranquilidade.
Em 1965, o Mar da Tranquilidade já havia sido visitado por outro objeto terrestre, quando a sonda Ranger foi levada a se chocar contra sua superfície após tirar mais de sete mil fotos do satélite em órbita.

Lá também foi o local de pouso de outra sonda não tripulada, a Surveyor 5.

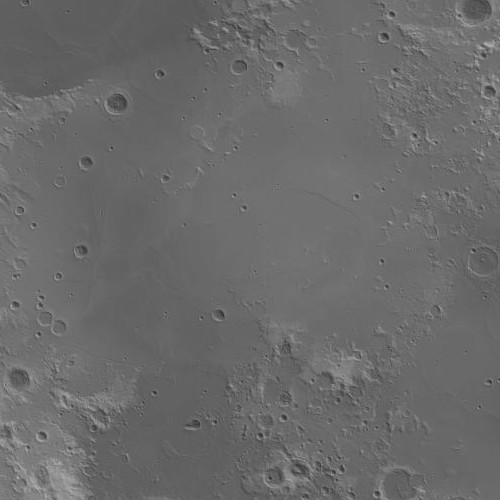
Mapa topográfico
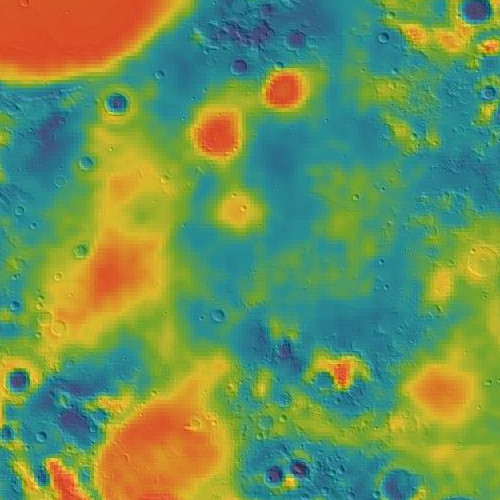
Mapa de gravidade baseado em GRAIL

## Nome
O Mar da Tranquilidade foi batizado em 1651 pelos astrônomos Giovanni Battista Riccioli e Francesco Maria Grimaldi no seu mapa lunar Almagestum novum.

## Exploração
Em 20 de fevereiro de 1965, a sonda Ranger 8 caiu deliberadamente no Mare Tranquillitatis a 2,6377° N, 24,7881° E depois de transmitir com sucesso 7 137 fotos da Lua nos 23 minutos finais de sua missão.
O lander Surveyor 5 pousou no Mare Tranquillitatis a 1,4551° N, 23,1943° E em 11 de setembro de 1967, depois de transmitir 19118 imagens da Lua.
Apollo 11
O Mare Tranquillitatis também foi o local do primeiro pouso tripulado na Lua em 20 de julho de 1969, às 20h18 UTC. Depois que os astronautas Neil Armstrong e Buzz Aldrin fizeram uma alunissagem suave no Módulo Lunar da Apollo 11, apelidado de Eagle, Armstrong disse aos controladores de voo na Terra: "Houston, aqui fala Base da Tranquilidade. A Águia pousou". A área de pouso em 0,67° N, 23,47° E foi designada Statio Tranquillitatis com base no apelido dado por Armstrong, e três pequenas crateras ao norte da base foram nomeadas Aldrin, Collins e Armstrong em homenagem aos tripulantes da Apollo 11.
A Apollo 11 alunissou em 0,67408° N, 23,47297° E.

## Visualizações
Estas são três vistas do Mare Tranquillitatis na Lua, feitas pela câmera de mapeamento da missão Apollo 17 em 1972, voltado para o sul-sudoeste de uma altitude média de 111 km na Revolução 36 da missão. À esquerda está o lado leste do Mare Tranquillitatis, com as crateras Franz (parte inferior direita), Lyell (fundo escuro, direita do centro) e Taruntius (parte superior esquerda). A "baía" de égua escura (basalto) à esquerda é Sinus Concordiae, com "ilhas" de material mais antigo e claro das terras altas. À direita está a cratera Cauchy, que fica entre os riachos Rupes Cauchy e Cauchy. A foto do centro mostra a égua central com crateras Vitruvius (canto inferior direito) e Gardner (centro inferior). No horizonte, há terras altas mais claras na margem sul da égua, perto do local de pouso da Apollo 11. A cratera Jansen é visível nas bordas das fotos do centro e da direita. A foto da direita mostra a égua ocidental, com as crateras Dawes (embaixo à esquerda) e a grande Plinius (43 km de diâmetro), com os canais Plinius em primeiro plano. Essas fotos foram tiradas com poucos minutos uma da outra enquanto o módulo de comando América orbitava a lua. A elevação do Sol cai de 46 graus à esquerda para 30 graus à direita.

## Galeria

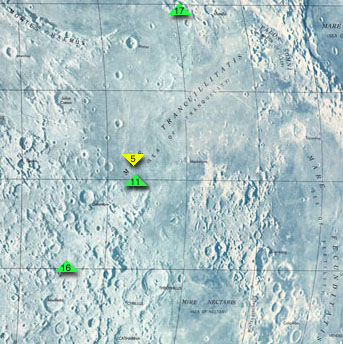
Mapa do Mar da Tranquilidade, mostrando os locais de pouso da Apollo 11, Apollo 16, Apollo 17 e Surveyor 5. A sudeste está o Mare Fecunditatis, a nordeste está o Mare Crisium, a noroeste está o Mare Serenitatis e ao sul está o Mare Nectaris
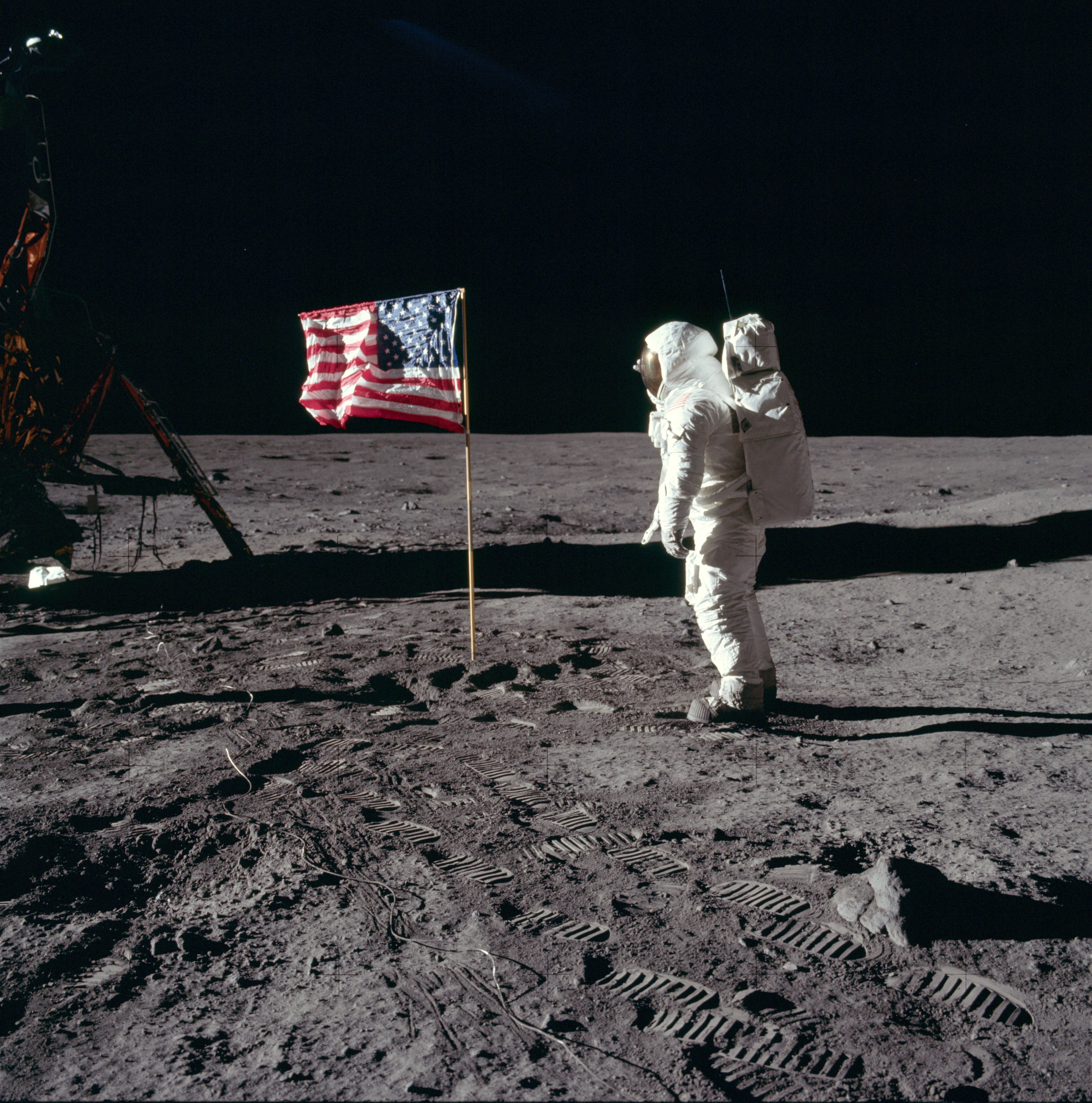
Neil Armstrong pousa a Apollo 11 Lunar Module Eagle na Lua em Mare Tranquillitatis, 20 de julho de 1969, criando a Base de Tranquilidade. Começa a aproximadamente 6 200 pés da superfície.
- Buzz Aldrin saúda a bandeira dos EUA no Mare Tranquillitatis durante a Apollo 11 em 1969.
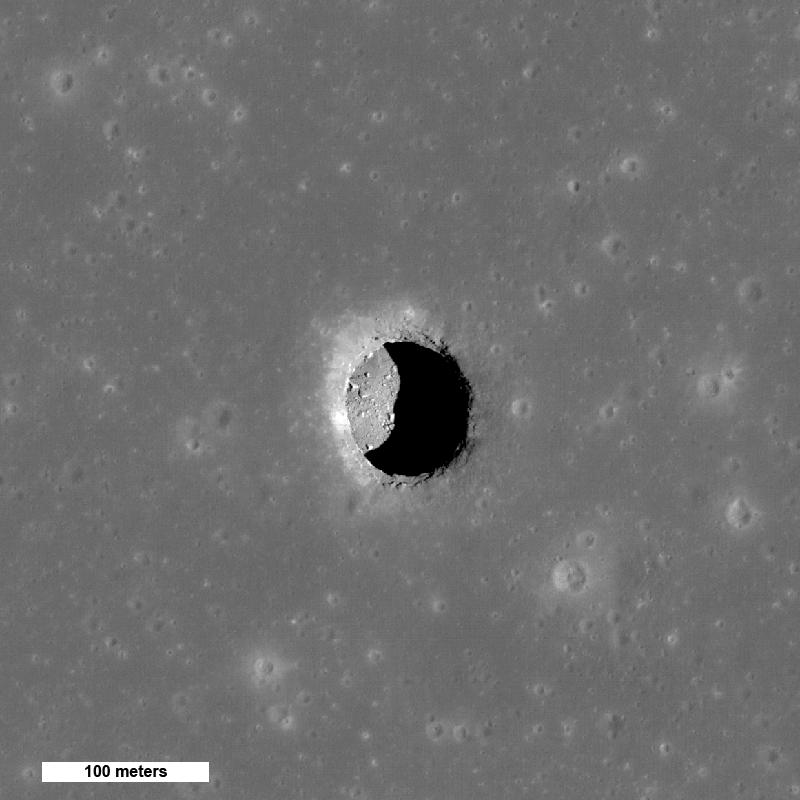
Espetacular vista do alto Sol da cratera do poço Mare Tranquillitatis revelando rochas em um chão liso. A imagem tem 400 metros de largura, o norte está para cima, NAC M126710873R.